# Proudový motor

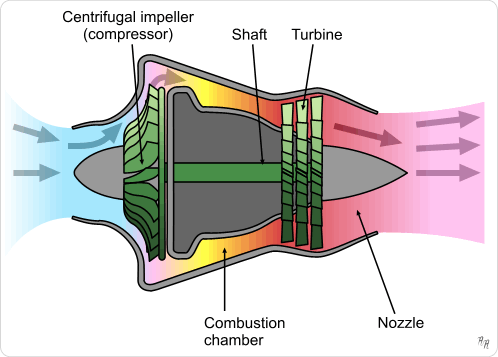
Schéma činnosti proudového motoru s radiálním kompresorem.

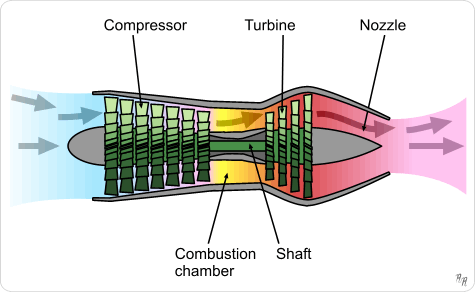
Schéma s axiálním kompresorem.

Proudový motor je typ motoru, který se používá v letectví. Pracuje na principu Newtonova zákona o akci a reakci – spaliny vycházející z motoru působí silou opačným směrem na motor, který tím ženou vpřed.

## Popis funkce
V přední části motoru se nachází vstupní ústrojí, kterým do něj vstupuje vzduch, ten je dále nasáván kompresorem, který vzduch stlačuje; ten se tím zahřívá a následně putuje do spalovací komory. Zde se do vzduchu vstřikuje palivo. Zažehnutím směsi se uvolní tepelná energie a horké plyny, vycházející ze spalovací komory, roztáčejí turbínu v zadní části motoru, která přes hřídel vedoucí podélnou osou motoru pohání kompresor. Za turbínou, ve výstupní trysce, je vysoký tlak a tepelná energie se mění na kinetickou, tím vzniká tah motoru.

## Historie

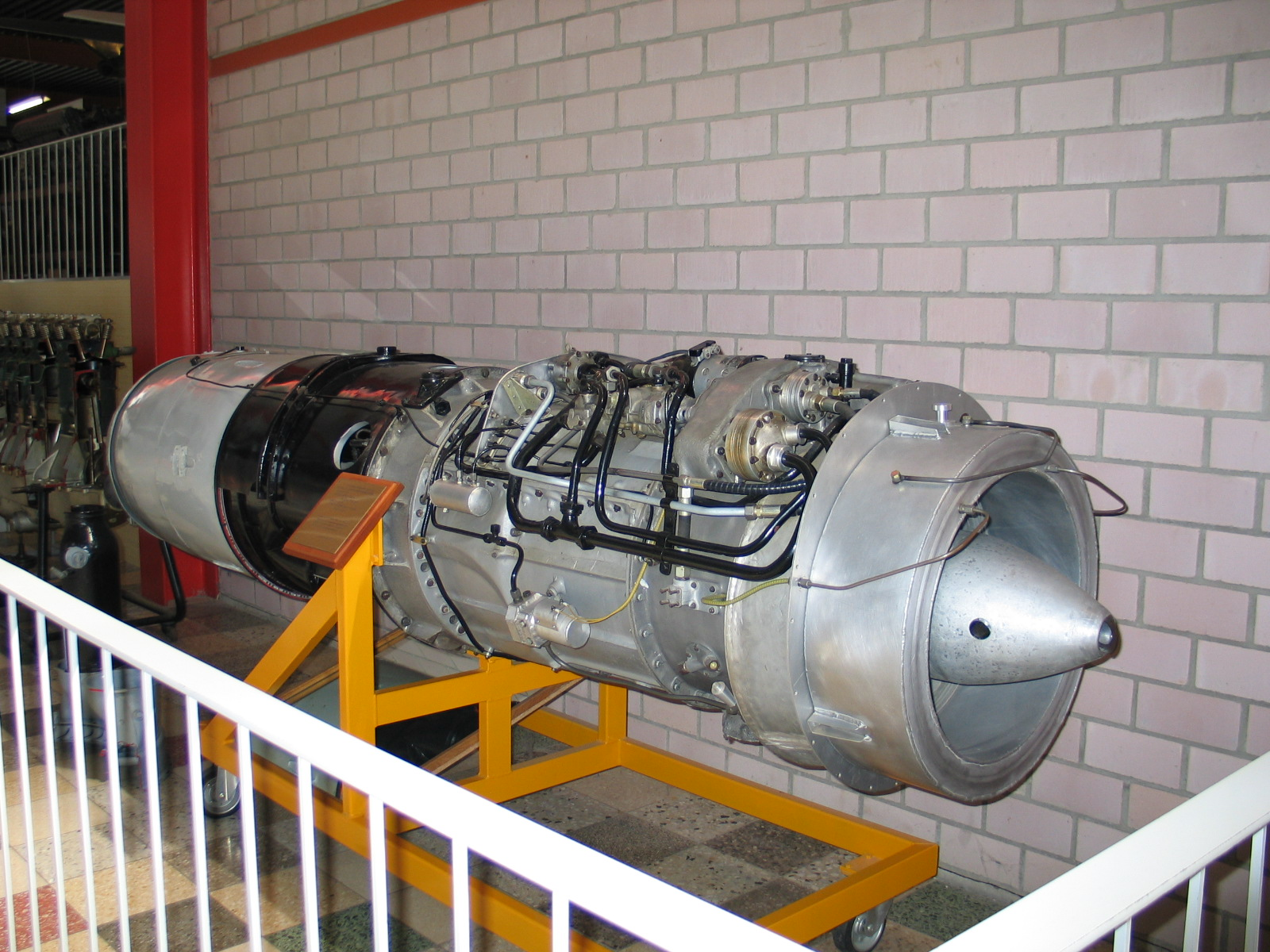
Proudový motor Junkers Jumo 004

První proudový motor se objevil ve 30. letech, kdy na něm pracovali dva různí konstruktéři – Frank Whittle v Británii a Hans von Ohain v Německu. Whittle svůj motor patentoval už roku 1930, ale k jeho zkouškám došlo až roku 1941, kdy byl zamontován do trupu letounu Gloster E.28/39 a 15. května 1941 poprvé vzlétl na základně RAF Cranwell. Operačně byl nasazen až roku 1944 na letadle Gloster Meteor. V Německu byl vývoj rychlejší a první letadlo (Heinkel He 178) vzlétlo už roku 1939, tah motoru HeS 3 byl 4,4 kN.
Motory stavěné po druhé světové válce měly oboustranné radiální kompresory a neregulovatelné výstupní trysky. Nároky na výkon ale rostly, a tak se začal používat axiální kompresor. Jeden stupeň axiálního kompresoru má menší stlačení i účinnost než kompresor radiální, použitím vícestupňového axiálního kompresoru však dosáhneme vyššího celkového stlačení. Je také možné zkombinovat vícestupňový axiální kompresor s radiálním, zařazeným za ním na společné hřídeli. Dnes se jednoproudový motor takřka nepoužívá, takže i moderní vojenské stíhací letouny jako F-15 a MiG-31 používají dvouproudové motory. Většinou bývá vybaven přídavným spalováním. Jako palivo se používá petrolej. Dopravní letouny jsou vybaveny dvouproudovými motory s vysokým obtokovým poměrem, zatímco motory vojenských letounů mají většinou malý obtokový poměr a bývají vybaveny přídavným spalováním.